# جاستن بيل
جاستن بيل (بالإنجليزية: Justin Bell)‏ هو سائق سيارة سباق بريطاني، ولد في 23 فبراير 1968 في Rustington ‏ في المملكة المتحدة.

## روابط خارجية
- جاستن بيل على موقع DriverDB.com (الإنجليزية)